# オセアニスファエラ・リトラリス
オセアニスファエラ・リトラリス（Oceanisphaera litoralis）はPseudomonadota門ガンマプロテオバクテリア綱エロモナス目アエロモナス科オセアニスファエラ属の種の一つである。グラム陰性、好気性、中程度の好塩菌である。ロシアの日本海堆積物から分離された。